# Lithodes couesi
Lithodes couesi is een tienpotigensoort uit de familie van de Lithodidae. De wetenschappelijke naam van de soort werd in 1895 voor het eerst geldig gepubliceerd door James Everard Benedict.